# Nong Hin (huyện)
Nong Hin (tiếng Thái: หนองหิน) là một huyện (amphoe) của tỉnh Loei, đông bắc Thái Lan.

## Địa lý
Các huyện giáp ranh (từ phía bắc theo chiều kim đồng hồ) là Wang Saphung, Pha Khao, Phu Kradueng và Phu Luang.

## Lịch sử
Tiểu huyện (King Amphoe) được thành lập 1 tháng 7 năm 1997 với lãnh thổ tách ra từ Phu Kradueng.
Theo quyết định của chính phủ Thái Lan ngày 15 tháng 5 năm 2007, tất cả 81 tiểu huyện đều được nâng thành huyện. Với việc đăng công báo hoàng gia ngày 24 tháng 8, việc nâng cấp thành chính thức.
.

## Hành chính
Huyện này được chia thành 3 phó huyện (tambon), các đơn vị này lại được chia ra thành 34 làng (muban). Nong Hin là một thị trấn (thesaban tambon) nằm trên một phần của tambon Nong Hin. Có 3 Tổ chức hành chính tambon.
| STT | Tên      | Tên tiếng Thái | Số làng | Dân số |  |
| --- | -------- | -------------- | ------- | ------ |  |
| 1.  | Nong Hin | หนองหิน         | 14      | 9.711  |  |
| 2.  | Tat Kha  | ตาดข่า          | 5       | 4.060  |  |
| 3.  | Puan Phu | ปวนพุ           | 15      | 9.484  |  |